# Fairlea
Fairlea est une census-designated place située dans le comté de Greenbrier, dans l’État de Virginie-Occidentale, aux États-Unis. Lors du recensement de 2020, elle comptait 1 720 habitants.